# Teatro García Barbón
El Centro Cultural Afundación Vigo, també conegut com Teatro García Barbón, és un teatre de la ciutat gallega de Vigo. És un dels edificis més representatius de la ciutat.

## Història

### Teatro Rosalía de Castro (1900-1910)
Situat en ple cor de la ciutat Olívica, es va començar a construir a la fi del segle xix, gràcies a un grup de viguesos entusiastes i àvids d'introduir la cultura teatral, que van escometre l'empresa de construir un teatre. Després d'anys de problemes econòmics, el teatre va ser inaugurat el 15 de juliol de 1900 prenent el nom de Teatre Rosalía de Castro i sent la seva primera funció l'òpera Aida.
Durant els anys posteriors a la seva inauguració i després d'una època de fracàs econòmic, el teatre va fer fallida, convertint-se en magatzem durant un curt període fins que, per petició popular, el benefactor José García Barbón va recuperar l'immoble i el va tornar a destinar a la representació d'obres teatrals.
El 8 de febrer de 1910, després de la funció d'un dimarts de carnestoltes, un incendi va calcinar per complet l'edifici, deixant a la ciutat de nou sense teatre.

### Edifici actual (1927-act.)
Tres anys més tard, gràcies a les nebodes de José García Barbón que van decidir continuar l'obra del seu oncle, l'arquitecte gallec Antonio Palacios seria l'encarregat d'executar la construcció d'un nou edifici. Aquest nou projecte dotaria a l'immoble d'una gran amplitud ocupant tota la superfície del teatre anterior més dos immobles annexos. L'edifici té un estil qualificat com neobarroc, dins del corrent modernista de principis del segle xx, inspirat en la Òpera de París, de Charles Garnier, i al Teatro Arriaga Antzokia de Bilbao.
El nou teatre va ser inaugurat el 23 d'abril de 1927, amb el nom de Teatro García Barbón. El nou edifici no sols realitzava la funció de teatre sinó que constava de diferents àrees:
- El propi teatre, destinat a grans representacions d'òpera, sarsuela, comèdia, concerts, balls de societat, obres teatrals, etc.

- L'auditori, també anomenat Sala Rosalía de Castro, dedicat al cinema, petites actuacions de teatre, concerts i balls populars.

- El casino, amb gran hall-vestíbul, escala d'honor, saló-foyer (on a l'empara del Reial decret llei 16/1977 de 25 de febrer i dins d'aquest mateix any, es va instal·lar el primer bingo de Vigo. Estant en actiu durant diversos anys), restaurant, etc.

Durant els anys 1970 l'aleshores Caixa d'Estalvis Municipal de Vigo va comprar l'edifici amb la idea de crear un important referent cultural a nivell nacional, invertint més de 1000 milions de les antigues pessetes (uns 6 milions d'euros) en la rehabilitació, de la qual es va encarregar l'arquitecte Desiderio Pernas.
Alguns dels principals canvis duts a terme durant aquesta rehabilitació van ser: la construcció d'un espai en la part superior de l'edifici on es troba una biblioteca amb més de 280 llocs de lectura, l'ampliació del teatre en més de 1100 places i la creació d'una àrea d'exposicions.
En els anys posteriors el nom oficial del teatre aniria canviant en funció del seu propietari: Caixanova, Novacaixagalicia, Novagalicia i finalment Afundación, aquest últim propietat d'Abanca.